# Luis Ayestarán
Luis de Ayestarán y Moliner (La Habana, Cuba, 16 de abril de 1846-La Habana, 24 de septiembre de 1870) fue un abogado y militar cubano del siglo XIX.

## Biografía
Luis Ayestarán Moliner nació en La Habana, Cuba, el 16 de abril de 1846. Era hijo de Joaquín de Ayestarán y Diago, propietario del ingenio azucarero La Amistad, y de María Josefa Moliner y Alfonso. Sobrino de la I Condesa de Casa Sedano, Teresa de Ayestarán y Diago, Goicoechea y Tato del Castillo, y su marido Carlos de Sedano y Cruzat, jefe superior de la administración y diputado a Cortes por Puerto Rico. Durante su niñez, viajó a los Estados Unidos. Estudió en el colegio El Salvador y se graduó de abogado en la Universidad de La Habana.
El 10 de octubre de 1868 estalló la Guerra de los Diez Años (1868-1878), primera guerra por la independencia de Cuba. Luis Ayestarán fue el primer habanero  en unirse a las fuerzas del naciente Ejército Libertador de Cuba, el 20 de noviembre de 1868. 
En marzo de 1869, se entrevistó con los villareños alzados en armas desde febrero de ese año. Fue nombrado Coronel y electo miembro de la Cámara de Representantes en la Asamblea de Guáimaro, en abril de 1869. 
Durante su corta participación en la guerra, llegó a participar en 23 acciones combativas, la mayoría bajo el mando de Ignacio Agramonte.  Sin embargo, el 8 de mayo de 1870, el gobierno de la República de Cuba en Armas decide enviarlo a Nueva York en misión secreta. 
Partió para Nasáu, Bahamas, el 14 de julio de 1870. De esa ciudad, viajó a Nueva York. Regresó a Nasáu, luego de cumplida su misión, en septiembre, y de ahí, partió de regreso a Nasáu, para volver a Cuba con un cargamento de armas y municiones. 
Sin embargo, son avistados por un navío militar español (enemigo), el 14 de septiembre. Lanzan el cargamento al agua y desembarcan en Cayo Arenoso, en la costa norte de Cuba. El Coronel Ayestarán logra alcanzar Cayo Romano, pero es capturado el día 18 de septiembre. 
Transportado por el enemigo a La Habana, fue juzgado y condenado a muerte el 23 de septiembre de 1870 y ejecutado en esa ciudad al día siguiente, a los 24 años de edad.
El día antes de su ejecución, Ayestarán escribió a su madre: 

"Moriré como he vivido, con la conciencia de haber cumplido un deber, de no haber hecho mal a nadie, y sí mucho bien a infinidad de personas".

Décadas más tarde, una avenida de La Habana fue bautizada como “Ayestarán” en su honor. En esa misma avenida se encuentra un busto de este personaje histórico.